# Radio Usora
Radio Usora je lokalna radijska postaja čije je sjedište u Sivši, sjedištu općine Usore, BiH. Emitira na hrvatskom jeziku na 98,7 MHz i od 30. svibnja 2008. internetu.
Programsku shemu čine vijesti i glazba.

## Povijest
Radio postaja Usora počela je s radom 5. lipnja 1992. godine. Prve dane radilo se amaterski i odašiljačem male izlazne snage pa se postaja čula samo u usorskoj dolini. Od 17. travnja 1993. odašilja se s jačim odašiljačem, snage 250 W i od tad ide eksperimentalni program. Program je postupno postajao sve značajniji. Ratni uvjeti uvjetovali su emitiranje pa je radio do 1994. radio na prekide, zbog velikih problema s napajanjem električnom energijom, koje često nije bilo. Od ljeta 1994. postaja dobiva novi odašiljač i Hrvatska radiopostaja Usora postaje vrlo važan faktor u pravovremenom informiranju pučanstva i afirmiranju zacrtanih ciljeva koje vode prema obrani prostora i ka utemeljenju općine Usora kao izraza zajedničke želje Hrvata s dotad razjedinjenog prostora.
Do 1. kolovoza 2002. godine poslovala je u sklopu Službe za Društvene djelatnosti općine Usora. Od tog dana registrirana je u Županijskom sudu u Zenici i posluje kao Javno poduzeće Radio Usora. Ured i studio Radio postaje Usora su u društvenom prostoru u Sivši. Odašiljač sa svojim antenskim sustavom smješten je na obližnjem Trebačkom brdu. Vezu sa studiom ostvaruje se preko RR linka.

## Vanjske poveznice
- Službene stranice (arhiv) (do 2012.)
- Facebook